# 娜查·本朋
娜查·本朋（羅馬化：Natcha Boonpong，1996年4月19日—），原名娜塔妮查·本朋（羅馬化：Nattanicha Boonpong），昵称Cartoon，出生于泰国呵叻府，为該國女演员兼模特，毕业于易三仓大学传播艺术学院。2018年，因参加泰国世界小姐选美比赛获得第六名及最佳泳装奖而踏入演艺圈。2020年2月，与泰国第7电视台签约成为旗下艺人。代表作有《当爱在靠近》。

## 影视作品

### 电视剧
| 年份   | 剧名             | 角色                   | 播放平台      | 备注   |
| ------ | ---------------- | ---------------------- | ------------- | ------ |
| 2021年 | 《当爱在靠近》   | Alice （อลิส คุณาการกุล） | 泰国第7电视台 | 女主角 |
| 2022年 | 《以枪挡道》     | Nanarin                | 泰国第7电视台 | 女主角 |
| 2023年 | 《娜迦项链》     | Bunika（现代）         | 泰国第7电视台 | 女主角 |
| 2023年 | 《娜迦项链》     | Prang Usa（古代）      | 泰国第7电视台 | 女主角 |
| 2024年 | 《愛上邪惡間諜》 |                        | 泰国第7电视台 | 女主角 |
| 2024年 | 《玩火玫瑰2024》 |                        | 泰国第7电视台 | 女主角 |